# Ercole Carzino
Ercole Carzino (Sampierdarena, 9 de Outubro de 1901 – Sampierdarena, 10 de Janeiro de 1980) foi um futebolista italiano. 